# Conill de Sumatra
El conill de Sumatra (Nesolagus netscheri) és un conill que habita únicament en boscos de les muntanyes Barisan de l'oest de Sumatra (Indonèsia). Se la considera una espècie vulnerable quant al risc d'extinció; la seva raresa es pot deure a la desforestació i la pèrdua d'hàbitat.